# Цуканов, Александр Иванович
Александр Иванович Цуканов (22 июня 1922 — 1 сентября 1992) — участник Великой Отечественной войны, полный кавалер ордена Славы.

## Биография
Родился 22 июня 1922 года в деревне Ванино (ныне — Урицкого района Орловской области) в семье рабочего. Русский. Получил начальное образование. После школы работал грузчиком угля железнодорожных вагонов на шахте им. Артёма в городе Дзержинский (Украина). Призван в Красную Армию в июне 1941 года. Участвовал в боях Великой Отечественной войны с ноября 1941 года командиром отделения снайперов отдельной зенитной пулеметной роты 159-й стрелковой дивизии, 5-й армии, 3-е Белорусского фронта. Сержант, старший сержант, старшина.
Цуканов также участвовал в советско-японской войне 1945 года. В ноябре 1946 года был демобилизован.
После войны жил в посёлке Кирово Донецкой области. Работал на той же шахте им. Артёма.
Умер 1 сентября 1992 года. Похоронен в городе Артёмовск.

## Подвиги

### первый
В июльских боях 1944 года в 28 км южнее города Каунас (Литва) уничтожил 11 немецких солдат. За этот подвиг награждён орденом Славы 3 степени.

### второй
21 февраля 1945 года Цуканов со своим отделением в 20 км юго-западнее Бранденбурга (Восточная Пруссия, ныне г. Ушаково Калининградской области) отразил три контратаки немцев. Был дважды ранен, но огневую позицию не покинул. За этот подвиг награждён орденом Славы 2 степени.

### третий
В марте 1945 года Цуканов в боях за населённый пункт Эккер (18 км южнее г. Ушаково Калининградской области) уничтожил 13 немецких солдат. За этот подвиг награждён орденом Славы 3 степени. 13 апреля 1983 года перенаграждён орденом Славы 1 степени.

## Награды
- Орден Славы 3 степени (23.07.1944) и (03.09.1945 — впоследствии перенаграждён орденом 1 степени)
- Орден Славы 2 степени (26.04.1945)
- Орден Славы 1 степени (13.04.1983)
- Орден Отечественной войны 1 степени
- Орден Красного Знамени
- медали СССР